# Abécédaire
Pour les articles homonymes, voir Abécédaire (homonymie).
 (novembre 2021).
Si vous disposez d'ouvrages ou d'articles de référence ou si vous connaissez des sites web de qualité traitant du thème abordé ici, merci de compléter l'article en donnant les références utiles à sa vérifiabilité et en les liant à la section « Notes et références ».

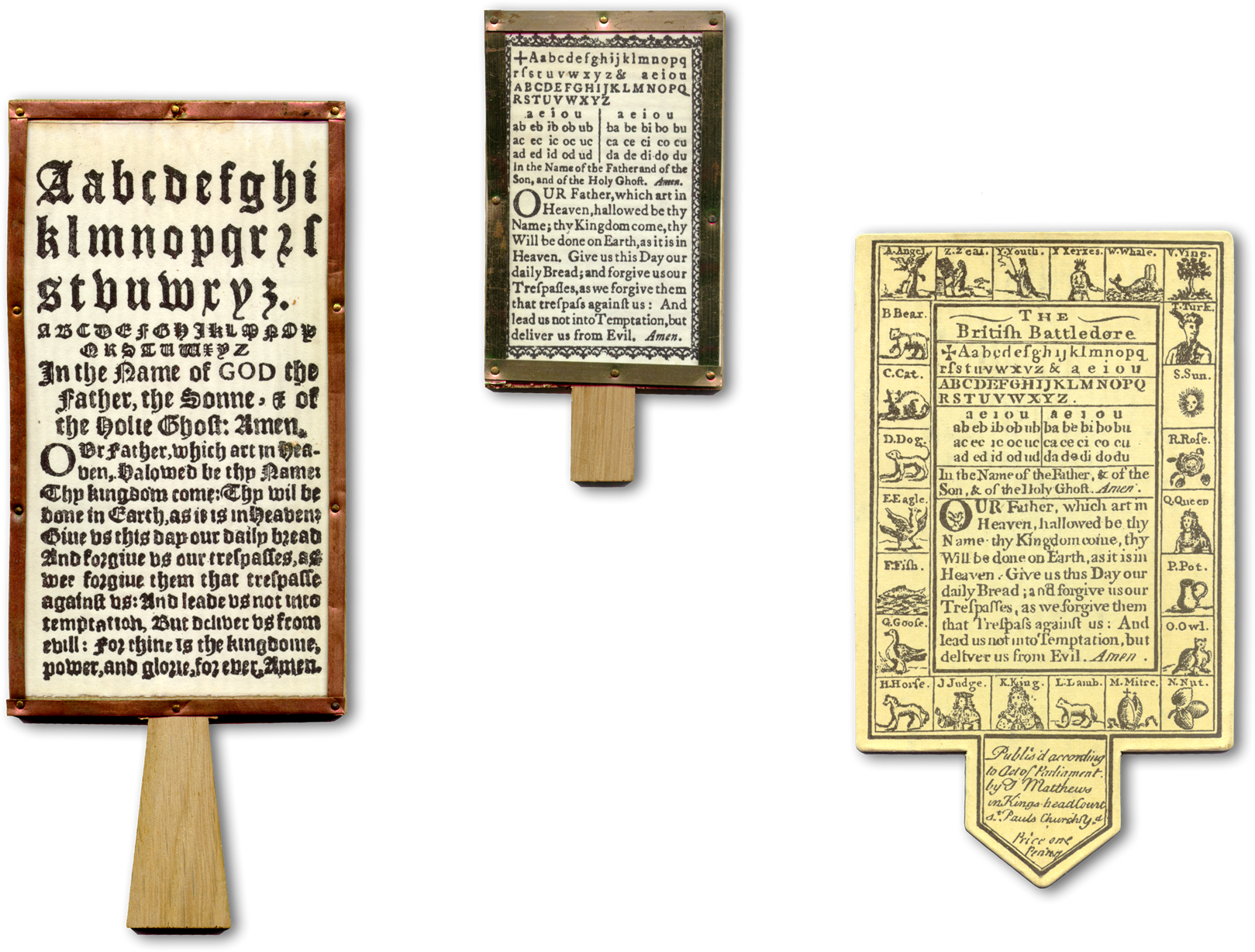
Divers abécédaires typiques : à gauche, un ancien, au milieu, un hornbook anglais plus tardif ; à droite un battledore en carton.

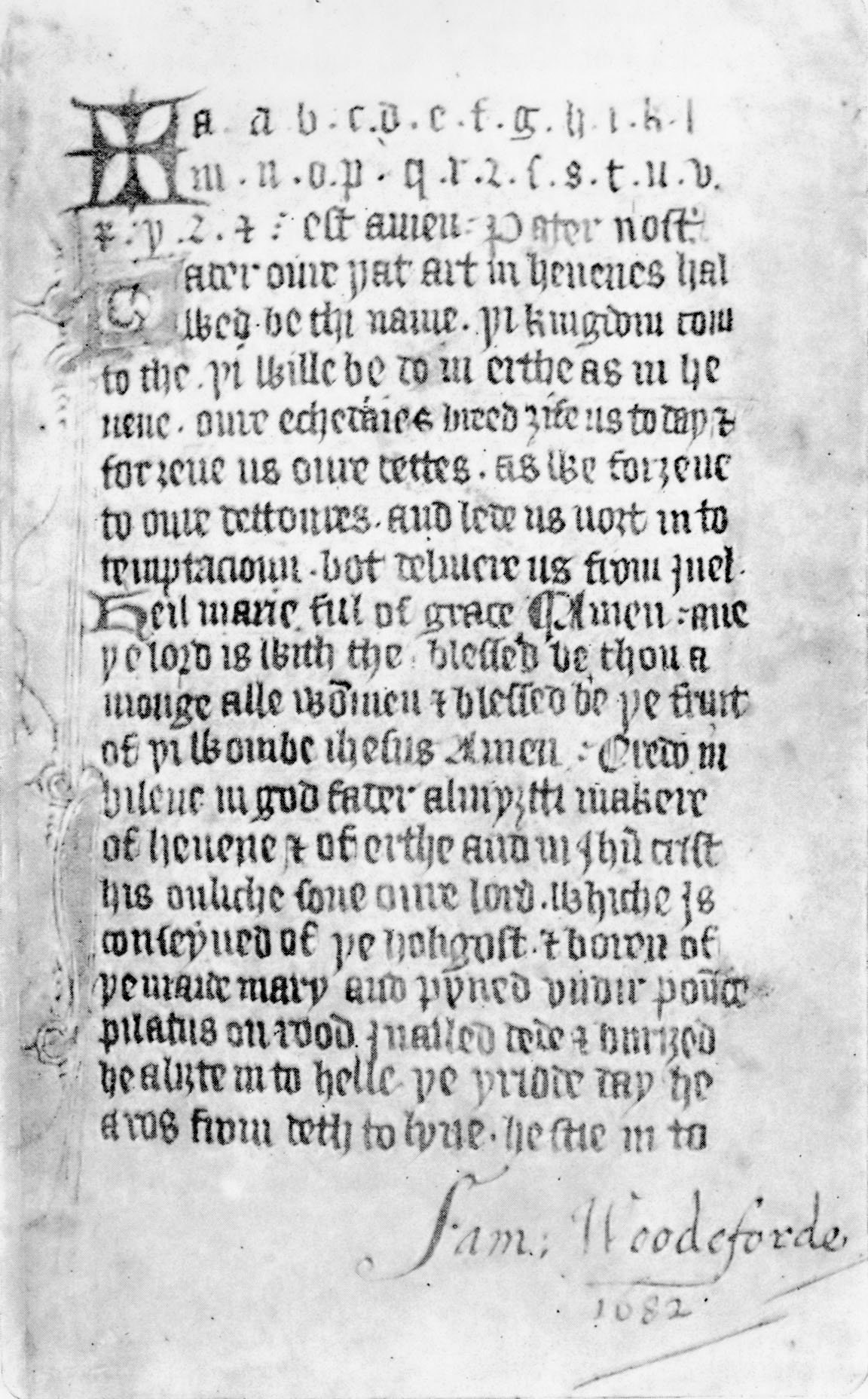
Livre de prières (Notre Père, Je vous salue Marie et Credo) commençant par un alphabet du XIVe siècle ; on reconnaît la forme usuelle des abécédaires.

Un abécédaire (emprunté du bas latin abecedarius, « relatif à l'abc ») est un support visuel (livre, affiche, broderie) présentant l'ensemble des symboles d'un alphabet, presque toujours listés dans l'ordre alphabétique, puis suivie d'un ou de plusieurs mots dont la première lettre commence par l'initiale désignée.
Par exemple : A - Alphabet, B - Bibliothèque, C - Cartable...
Les abécédaires ont été un support d'enseignement sous la forme d'un petit livre pour les enfants très répandu du XVe au XIXe siècle sous diverses variantes. Ils étaient les premiers textes laissés à la disposition des enfants pour leur propre usage.

## Origine et diffusion
Déjà longtemps avant l'invention de l'imprimerie, des manuscrits étaient répandus dans les écoles pour servir de manuels de lecture et de prière. On suppose que les catéchismes pour les enfants existaient dès le VIIIe ou IXe siècle. Les abécédaires en bois pour l'enseignement sont évoqués dans un manuscrit anglais du XIVe siècle. Dès la fin du XIVe siècle, des manuscrits de caractère pédagogique nous ont été transmis, qui commencent par une croix et un alphabet, et contiennent diverses prières. D'environ 1400 nous est parvenue une copie d'une œuvre de Sacrobosco, montrant un abécédaire avec des chiffres arabes. 
Il est possible que les abécédaires soient un développement des tablettes de cire que l'on pouvait effacer et réécrire. Mais on ne sait pas quand exactement le premier abécédaire a été fait. Les plus anciens exemplaires en bois datent du XVe siècle, mais on parlait déjà d'un très ancien exemplaire en plomb. Sur de nombreuses stèles, ainsi que sur de petits vases devant servir d'encriers faits par les Étrusques, figurent des abécédaires. On connait aussi des abécédaires de Grande-Bretagne romaine, et de France gallo-romaine. Dans les anciennes tuileries et habitations, on trouve des tuiles de toit qui portent un alphabet, parfois même des textes plus longs. Ceux-ci avaient été gravés dans l'argile encore humide avant la cuisson dans la tuilerie, où les travailleurs apparemment apprenaient à lire et écrire au moins de façon rudimentaire. Comme le rapporte Éginhard dans sa Vita Karoli Magni, Charlemagne a essayé, pendant ses insomnies, d'apprendre à écrire avec un abécédaire et du papier, apparemment sans succès.
Il existait probablement deux variétés d'abécédaires les plus anciens, produits systématiquement : les uns avec une écriture cursive, pour apprendre à écrire en copiant les lettres, les autres avec des lettres d'imprimerie pour apprendre à lire. 
Sur les tablettes les plus anciennes ne figurait que l'alphabet. Sur des exemplaires plus tardifs, une prière suivait l'alphabet (le plus souvent le  Credo, qui occupait la partie inférieure de la feuille. Cette variante a presque entièrement pris la place des tablettes précédentes. La plupart du temps, l'alphabet était précédé par une croix.
La plupart des abécédaires étaient en bois et munis d'une poignée. Souvent, la poignée était percée d'un trou, afin de pouvoir porter la  tablette par une cordelette à la ceinture ou sur le bras. En Europe continentale, la poignée était souvent en haut ou sur le côté, tandis que dans les pays anglophones, elle était dessous. 
Les textes et illustrations attestent qu'on a longtemps utilisé une petite baguette, un os, une brindille ou autre pour diriger l'attention de l'enfant sur les lettres pendant la leçon. Les tablettes n'étaient probablement pas utilisées par les enfants seulement pour apprendre, mais aussi pour jouer ; quelques adultes l'utilisaient comme moyen de châtiment.  
Ces abécédaires étaient vendus aussi bien par des papetiers que par des colporteurs. On vendait aussi sur les marchés des abécédaires imprimés sur papier, que les mères ou les maîtresses collaient sur des tablettes de bois.
Ces abécédaires ont été largement répandus dans certaines parties d'Europe, puis plus tard aussi en Amérique. On a des exemplaires, ou tout au moins des indices de leur existence, en France, Italie, Flandre, Pays-Bas, Allemagne, Bohême, Danemark, Norvège et Suède. On rapporte aussi l'existence de tablettes kurdes et mexicaines. Contrairement aux hornbooks anglais, très peu d'abécédaires continentaux nous sont parvenus.
Comme le papier devient toujours meilleur marché, les livres déplacent au plus tard au XIXe siècle les abécédaires sur tablette.

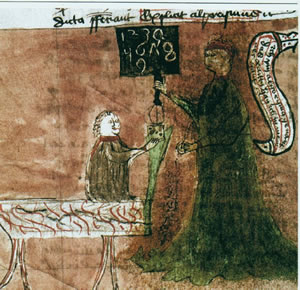
Le maître montre à l'élève le tableau des chiffres (Copie d'un manuscrit de Sacrobosco, v. 1400).
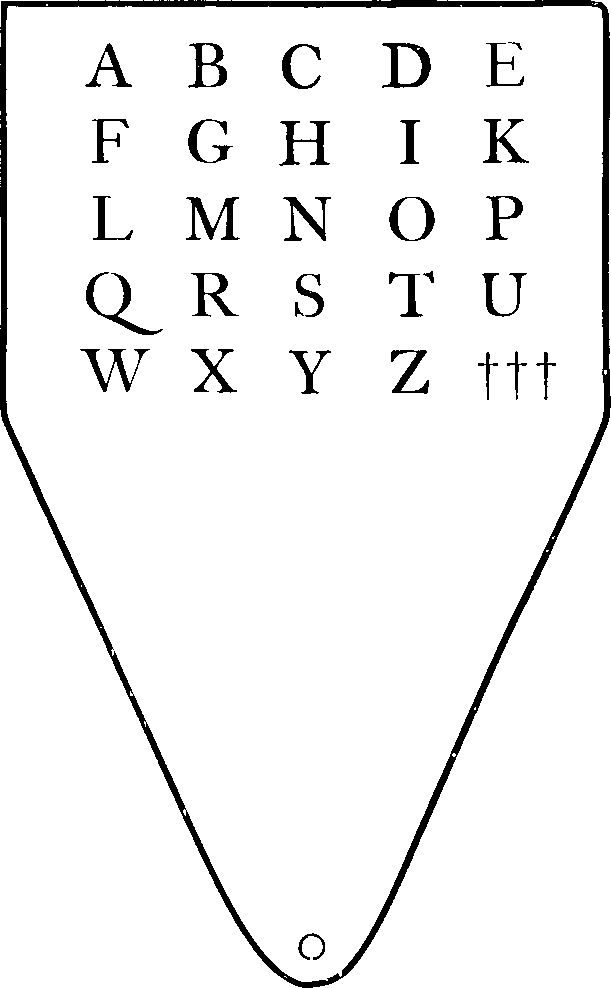
Une des formes répandues en Allemagne, Bohême, Suède, Norvège et Danemark.
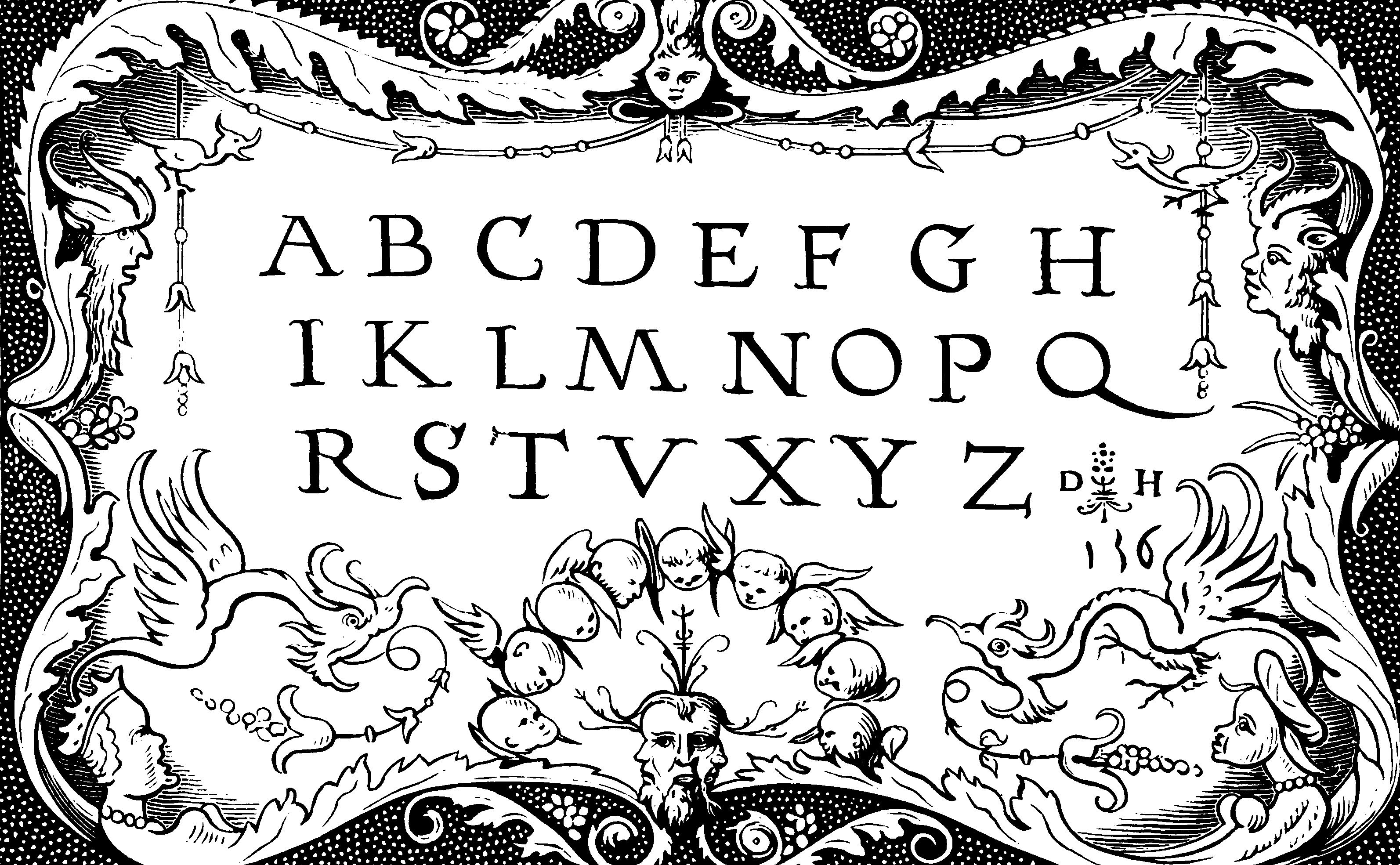
Feuille 14×9 cm d'un abécédaire allemand (projet de Daniel Hopfer, XVIe siècle)
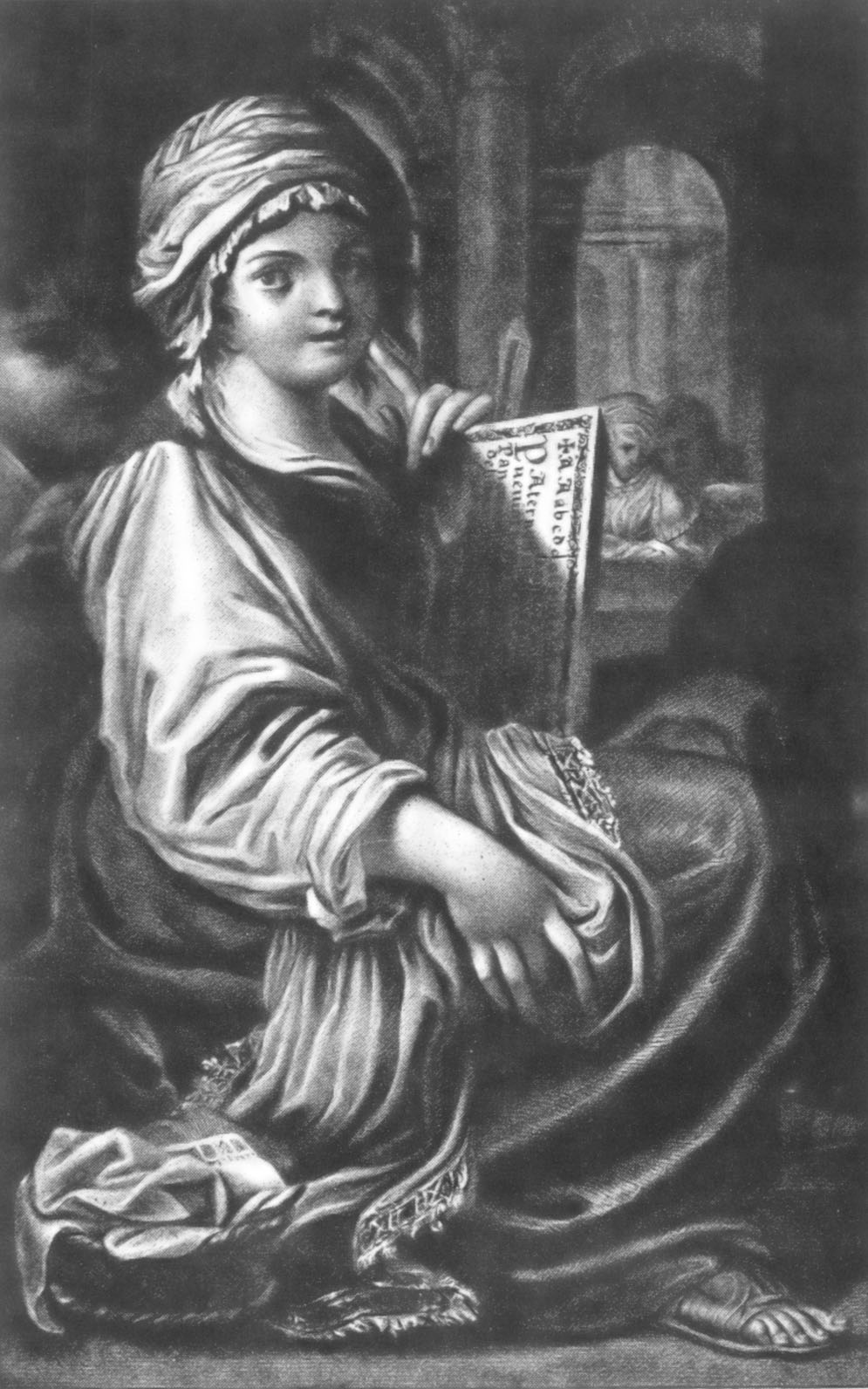
Bartolommeo Schidone (1560–1616) : Le premier des devoirs

## Développements ultérieurs

### Hornbooks

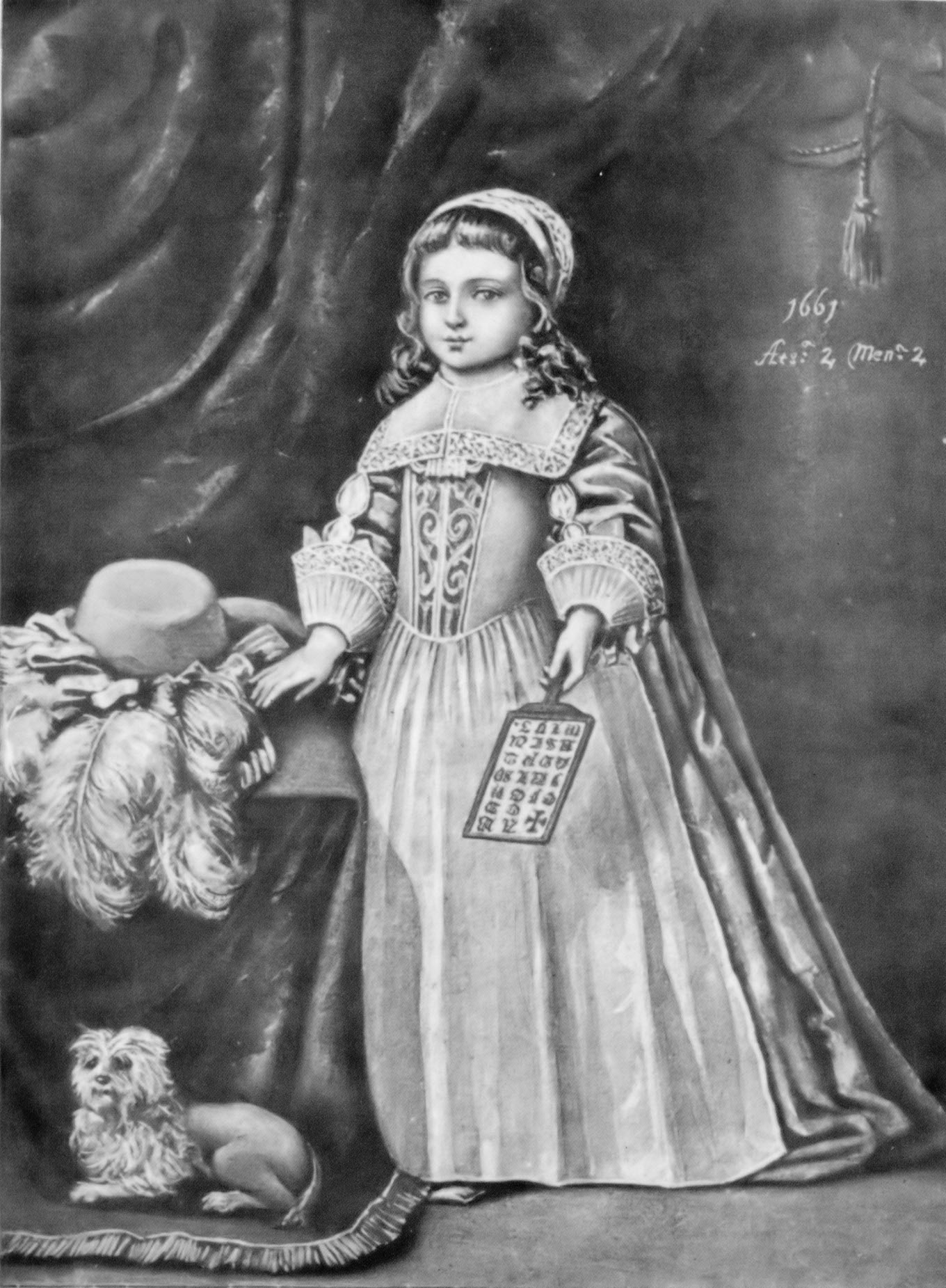
Portrait à l'âge de douze ans de Miss Campion (1661), parente de Thomas Campian.

Dans le domaine anglophone, une mince couche transparente de corne maintenue par des bandes et des clous métalliques recouvrait le papier collé sur la tablette, pour le protéger de l'usure et de la salissure. On appelle ce genre d'abécédaire hornbooks (de l'anglais horn, corne et book, livre), bien que ce ne soient pas des livres au sens courant.
Le plus ancien hornbook connu provient du milieu du XVe siècle ; cependant les hornbooks n'ont connu une large diffusion qu'à partir de la fin du XVIe siècle. On ne connaît qu'un ou deux exemplaires continentaux ; très probablement, les hornbooks n'ont jamais connu de grande diffusion hors de l'Angleterre et de l'Amérique, où les premiers immigrants les ont apportés d'Europe, sans les fabriquer eux-mêmes. En outre, on connait quelques exemplaires écossais. Certains des plus anciens hornbooks ont été fabriqués aux Pays-Bas, quand William Caxton a subi la concurrence de l'étranger. 
L'utilisation de la corne comme matière première remonte à longtemps dans l'histoire de l'humanité. Déjà, avant les premiers hornbooks, des plaques de corne étaient utilisées pour protéger les inscriptions des couvertures de manuscrits.  Il est possible que cette technique ait donné le jour à l'idée du hornbook. L'entreprise anglaise la plus connue, et une des plus anciennes qui travailla la corne est la Worshipful Company of Horners (Vénérable Compagnie des Artisans de la Corne) londonienne. La corne était ramollie dans l'eau bouillante, sur quoi elle se laissait facilement travailler et mettre en forme de plaque mince avec une presse. 

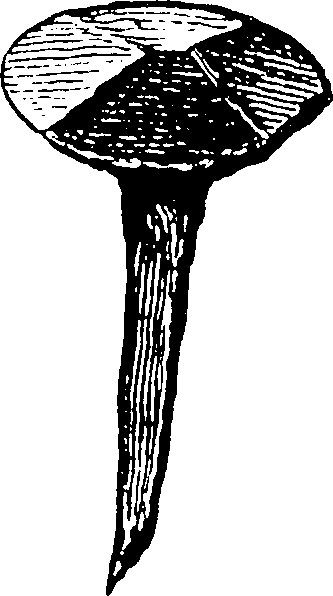

Bien que de plus grands exemplaires de divers matériaux soient connus, la plupart des hornbooks mesuraient environ 7 × 13 cm, ou plus petits, et étaient faits de bois de chêne sur lequel était collé le papier. La plaque de corne était fixée par des bandes d'environ 3 mm de large et d'une fraction de mm d'épaisseur (le plus souvent en cuivre,  ou alliages de cuivre). Ces bandes étaient fixées par des clous artisanaux. Dans les hornbooks anciens, les têtes de clous étaient formées en pyramide à 4 côtés, pour protéger le hornbook des rayures quand il reposait à plat face en dessous (voir figure). Les bandes métalliques étaient assez minces pour pouvoir enfoncer les clous jusqu'au bois sans percer à l'avance de trous ; on pouvait aussi les réparer avec une simple paire de ciseaux. Le prix final d'un hornbook au XVIIe et début du XVIIIe siècle se situait typiquement entre un demi-penny et deux pence.
Le concept anglais de hornbook a aussi englobé, avec le temps, les abécédaires en bois sans protection en corne, et en général d'autres formes encore de ce moyen d'apprentissage comme les battledores (voir infra), ainsi que tous les premiers textes de lecture pour enfants. D'autres désignations ont été utilisées de manière régionale ou argotique : horn-gig, battledore book, hornen-book, horning-book ou horn-bat. De la signification originale du mot s'est développée la désignation parfois usitée en anglais moderne de hornbook pour un texte introductif ou fondamental d'un thème, en particulier dans le domaine juridique. Hornbook law désigne un principe fondamental du droit, qui est si généralement accepté qu'aucune explication supplémentaire n'est nécessaire.

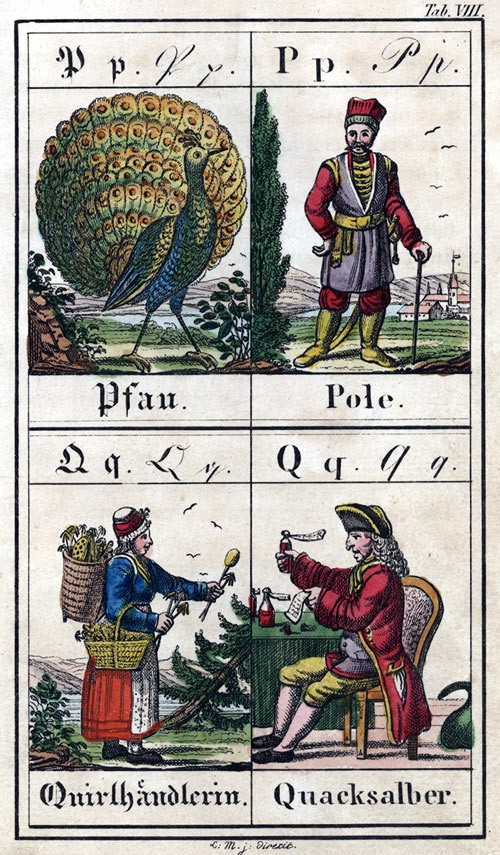
Livre de lecture allemand (1830).

Dans les petites écoles de Londres, les hornbooks ont été répandus jusqu'en 1790 ou même plus  tard. Mais à partir de 1800, la demande diminua, et vingt ans plus tard, la plupart des exemplaires subsistants, uniquement dans les régions agricoles, ont été anéantis. De très rares exemplaires tardifs isolés des années 1830 nous sont parvenus. 
Les abécédaires sur tablette commencent à perdre leur popularité dans les années 1820 et 1830. Vers le milieu du XIXe siècle, ou un peu plus tard, ils sont abandonnés au profit de livres à plusieurs pages, parfois abondamment illustrés.
Dans les classes de maternelle et de primaire, on a gardé la forme abécédaire de format important (120 × 200 cm environ), comme panneau pédagogique mural. Ces panneaux présentent les principaux alphabets : écriture manuscrite, et imprimée,  capitales et minuscules.

### Battledores

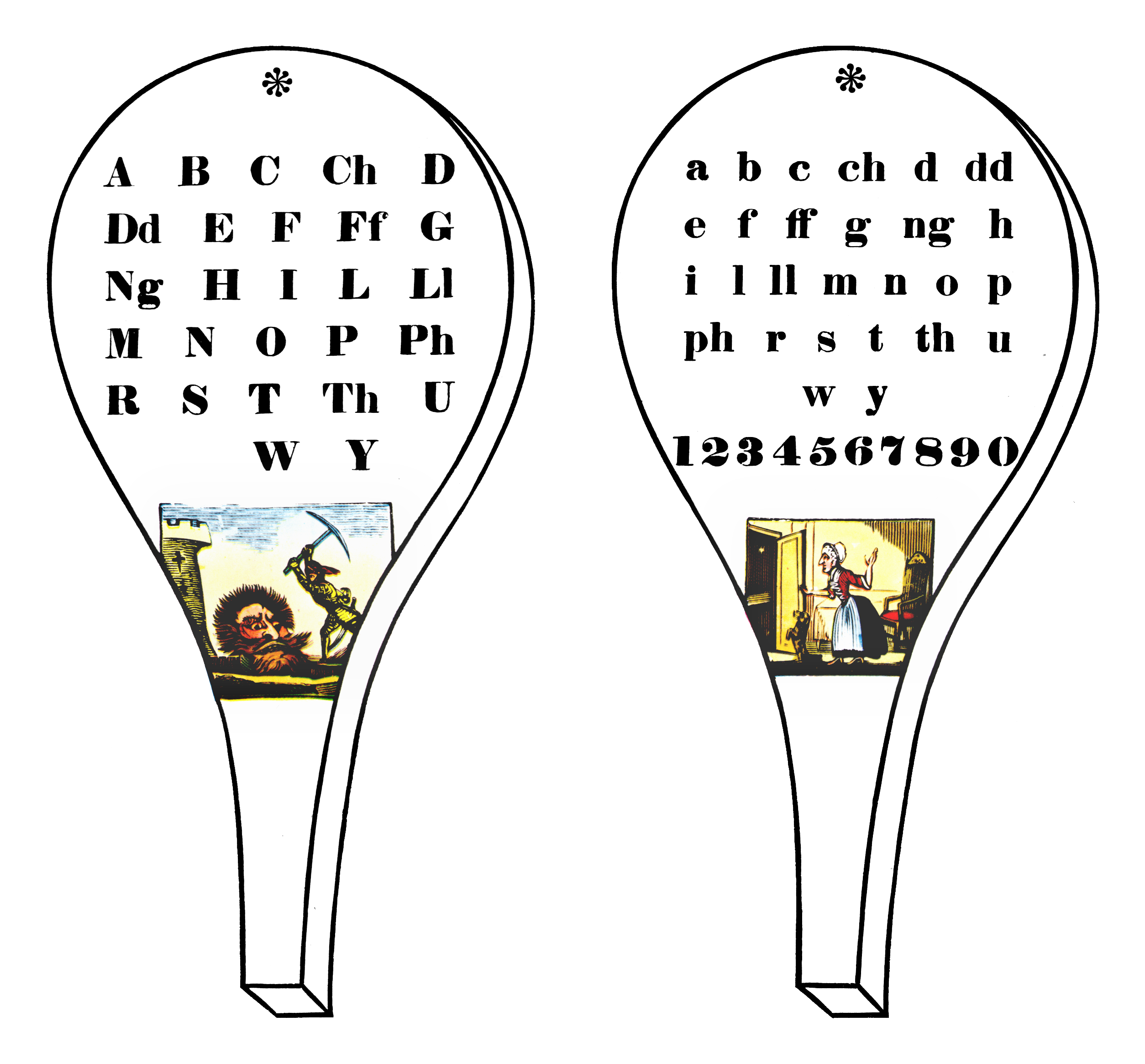
Endroit et envers d'un battledore de bois orné d'images

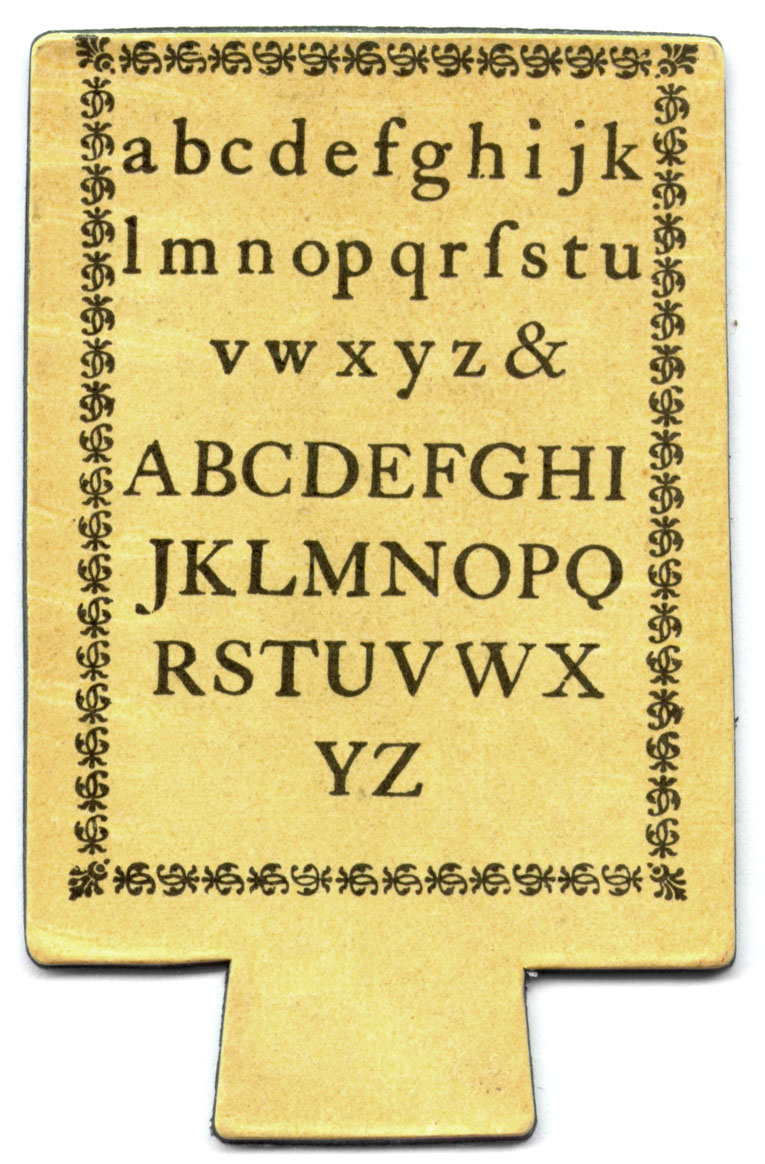
Exemple de battledore en carton

Une variante des abécédaires se développa en Angleterre à partir des raquettes de « volant » (battledores), alors faites en bois plein. Le jeu de volant était apprécié tant par les enfants que par les adultes. Quelques imprimeries locales ont garni ces raquettes des deux côtés d'un abécédaire avec des images, pour donner aux enfants l'occasion d'apprendre « à côté »,  c'est-à-dire en jouant. L'expression usitée un certain temps to know B from a battledore signifie que quelqu'un est peu instruit. On appelait aussi parfois battledores les hornbooks.
Les progrès de la papeterie et de l'imprimerie conduisirent à la mise au point d'aides à l'apprentissage qui n'étaient pas faits en bois mais en papier épais ou carton. On appelait aussi ces tablettes battledores. C'est Benjamin Collins qui inventa en 1746 la tablette en carton, d'après ses propres données. Comme le montre sa comptabilité, il vend entre 1770 et 1780 bien plus de 100 000 exemplaires à 12 shillings la grosse. Le prix de vente final se montait à 2 pence pièce. Mais l'alphabet sur des tablettes en carton avait été utilisé bien plus tôt : cette variante est évoquée dès 1577 . On ne peut pas savoir si ces tablettes anciennes possédaient une poignée.
Les battledores les plus anciens qui nous soient parvenus sont faits de papier hollande. L'endroit était en général protégé par une couche de laque grisâtre ou brunâtre ; l'envers était orné d'un motif en couleurs,  qui montrait çà et là des endroits dorés. Dans les variantes ultérieures, on a abandonné les ornements colorés ainsi que les textes religieux, et pour finir, on a imprimé les deux côtés.
De nombreux imprimeurs fabriquaient des battledores en carton, en leur donnant des noms comme The Royal Battledore, The London New Battledore, The New Improved Batledore, The Good Child's Battledore, ou The Infant's Battledore. Dans les années suivantes, il y  a eu d'innombrables variantes de battledores. Un hybride entre hornbook et battledore est le New invented Horn-Book de Thomas Saint, en forme de hornbook, mais contenant un alphabet classique, avec une prière, et aussi un ABC illustré.

## Variantes et formes spéciales
De très nombreuses variantes d'abécédaires nous sont parvenues, différant par leurs matières, leurs formes ainsi que leurs contenus des modèles usuels.

### Tablettes

#### Matières

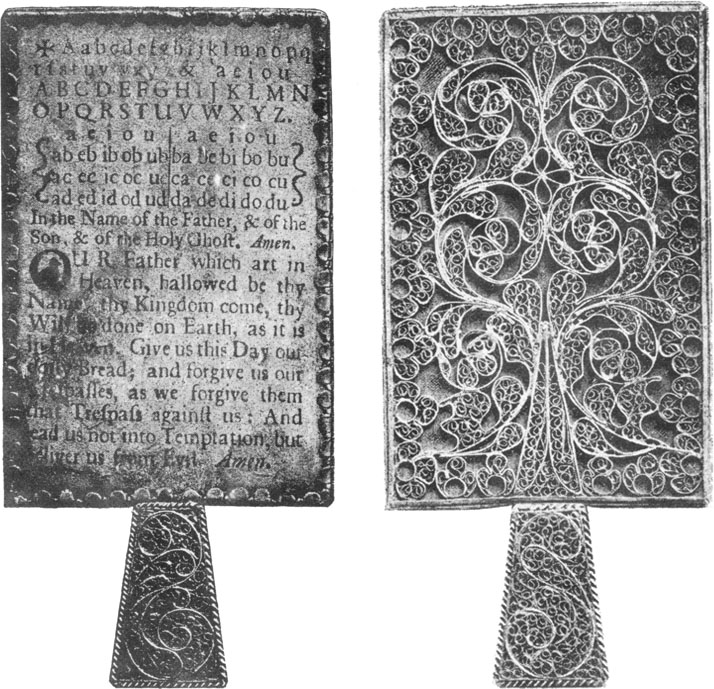
Un abécédaire d'argent, attribué à la reine Élisabeth. La couche de protection est en talc au lieu de la corne usuelle.

Les abécédaires en argent, comme on les utilisait entre autres dans les familles nobles, sont extrêmement rares. Beaucoup d'anciens exemplaires ont été probablement détruits pour récupérer le métal. Le fait que certains de ces exemplaires de la noblesse présentent des coquilles grossières peut représenter un indice du fait que les abécédaires en argent n'étaient pas une rareté à leur époque.

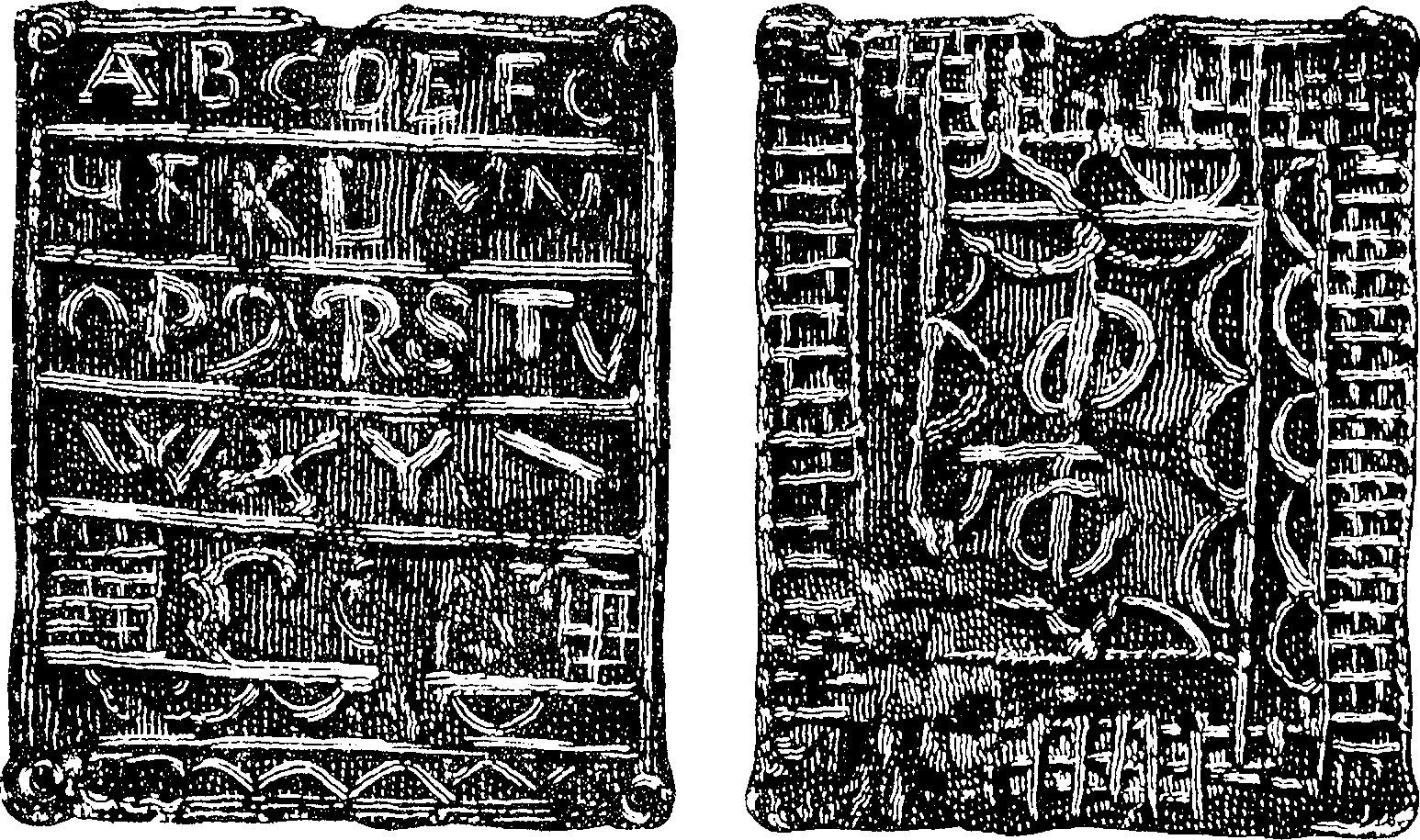

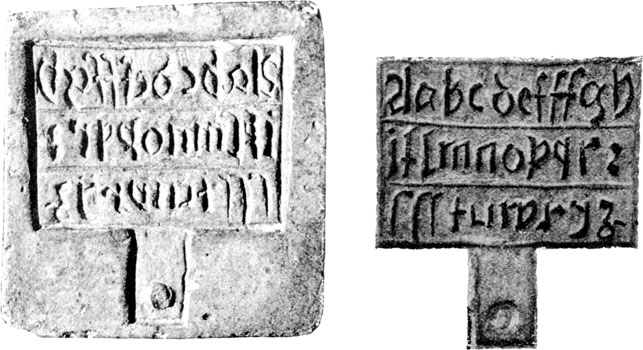
En haut, hornbook en plomb, le plus ancien connu, si authentique. En bas, gauche : moule pour fondre des hornbooks allemands en plomb, droite : un tirage fait avec ce moule.

On a aussi des abécédaires en fer, provenant tous de périodes ultérieures.
Du milieu du XVIIIe au début du XIXe siècle, les abécédaires en ivoire ou en os étaient relativement largement répandus. En raison de leur prix forcément élevé, ils étaient réservés aux familles aisées. 
Pour les hornbooks couverts de cuir, la tablette de bois était le plus souvent plus mince que pour les variantes usuelles. Le cuir était collé à chaud sur le bois, et pour la couverture du manche, il fallait un morceau de cuir spécial triangulaire. On imprimait les ornements au fer chaud.
Un exemplaire isolé de 3 × 3 cm en plomb, si authentique, serait le plus ancien de tous (figure, haut). La figure présente, en bas, un moule de pierre datant probablement du XVIe siècle, et un tirage de 4,5 cm de large effectué avec.
Comme les textes et les moules d'Angleterre et des Pays-Bas le montrent, les abécédaires de pain d'épices ont eu un grand succès. 

#### Ornements
À l'occasion, le texte était entouré d'ornements. Mais souvent ce cadre était en partie ou en entier recouvert par les bordures métalliques. Il est possible qu'il ait servi non seulement à orner, mais aussi comme ligne de repère pour la mise en page de la table.
Quelques tablettes sont décorées par des motifs sculptés ou pressés sur l'envers ou la poignée. Le modèle le plus populaire était simplement floral. Mais on trouvait aussi d'autres motifs, comme le roi Charles Ier  d'Angleterre à cheval, ou le protecteur de l'Angleterre Saint Georges terrassant le dragon.
Souvent, avant le pressage, de la feuille d'or ou d'argent était appliquée sur la tablette. Les tablettes dorées ne nous sont pas parvenues, mais sont évoquées dans les anciennes factures ou publicités.

### Défauts

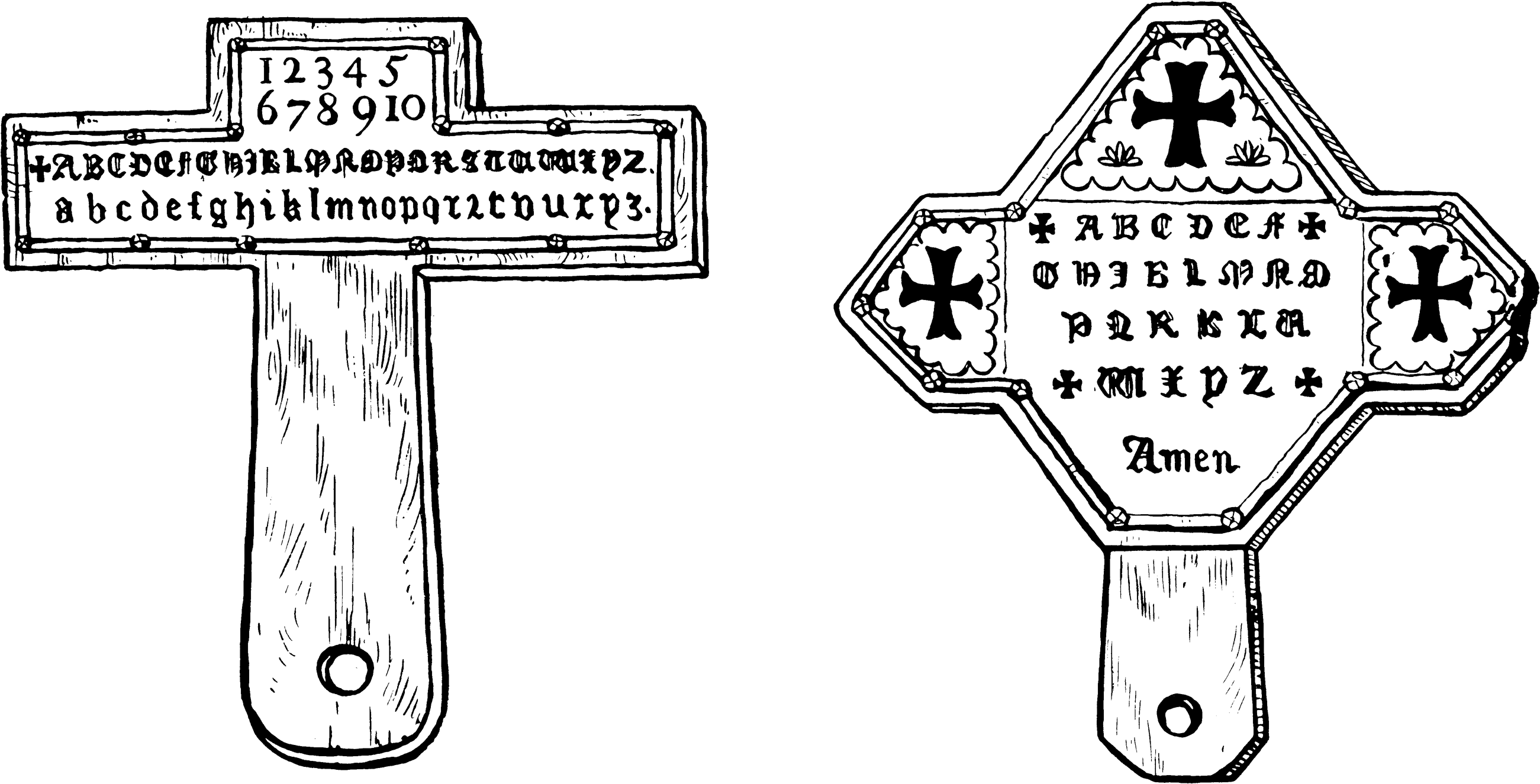

Les abécédaires présentaient de grandes différences de qualité, qui s'exprimaient par le travail et les matériaux utilisés. 
Les modèles les plus simples fabriqués en grand nombre et à bas coût présentaient souvent des défauts. Par exemple des supports en bois d'épaisseur irrégulière, des bandes métalliques de largeurs inégales, et des feuilles de corne coupées grossièrement ou se chevauchant.

#### Formes en croix
Quelques sources de l'époque rapportent que certains des abécédaires anciens étaient fabriqués en forme de croix latine où les lettres étaient rangées horizontalement et verticalement. Les témoins rapportent l'existence d'exemplaires en d'autres variantes (voir figure).

### Contenu

#### Symboles religieux

Croix pattée

La plupart du temps, la première ligne de l'abécédaire commence par une croix grecque ou une croix pattée  (plus rarement par une croix latine), suivie immédiatement par la première lettre. La première ligne, et partant de là, tout l'alphabet, était nommé en anglais criss-cross-row (avec des variations dans l'orthographe), en français « croix de par Dieu » ou « croix de par Jésus ». Ces expressions ont signifié pour quelque temps n'importe quelle connaissance élémentaire. Dans le jeu enfantin britannique scratch cradle, qui consiste à former des figures avec un ruban tendu sur les mains, il était courant de dire en dépliant et tendant le ruban criss-cross.
À l'époque où l'Angleterre était catholique, les écoliers devaient dire au début de la classe Christ's cross et se signer. La connotation religieuse s'est affaiblie avec le temps ; après la Réforme, il n'a plus été exigé de signe de croix avant de lire le hornbook. Dans certains battledores, la lettre X remplaça la croix ; dans tous les hornbooks ultérieurs, on l'omit complètement. La variante sans croix a été faite notamment en Écosse  et chez les puritains émigrants en Amérique, et qui refusaient l'iconodulie.
Souvent, l'alphabet était suivi de trois points en triangle, censés rappeler la Trinité aux jeunes lecteurs.

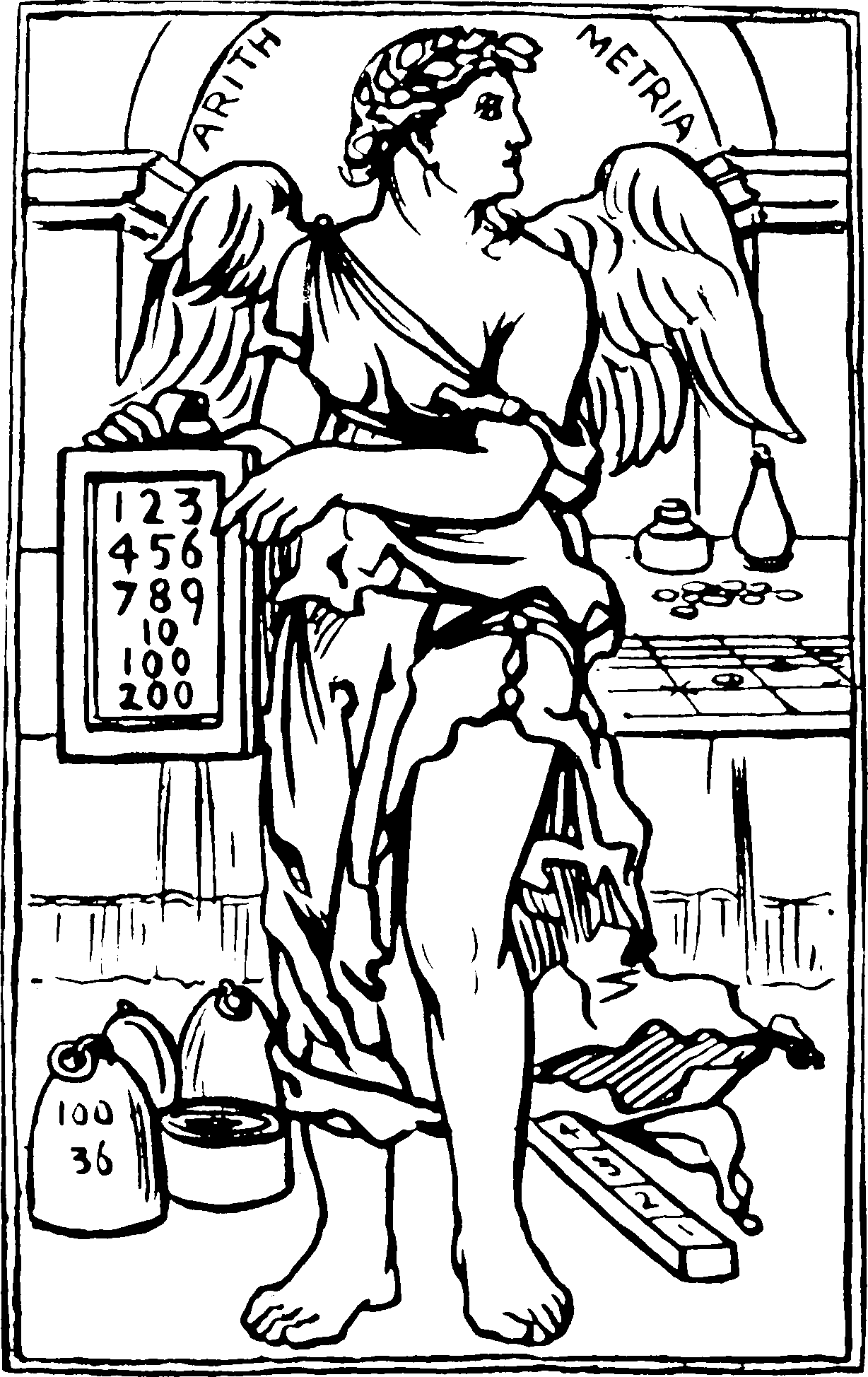
Une tablette avec les chiffres, copie d'une impression de Sebald Beham (1500-1550).

#### Texte
La plupart du temps, les minuscules étaient imprimées avant les majuscules. Certaines variantes présentaient explicitement les voyelles ou leurs combinaisons possibles avec des consonnes. D'habitude, suivaient encore l'esperluette et quelques signes de ponctuation.
Souvent dans les plus anciens hornbooks, il n'y avait aucune doxologie à la fin de la prière suivant l'alphabet, conformément à la pratique d'alors de l'Église catholique romaine.
Sur certains hornbooks, il n'y avait pas seulement les lettres de l'alphabet, mais aussi les dix chiffres arabes, voire les chiffres romains.  Comme le montrent des illustrations italiennes ou allemandes de l'époque, on utilisait aussi des tablettes où ne figuraient pas d'alphabet, mais seulement les chiffres.
Une tablette imprimée en Italie au XVIe siècle présente l'alphabet  hébreu.

#### Types de caractères
Les premiers abécédaires étaient probablement manuscrits, et cette forme subsista en partie après l'invention de l'imprimerie. Aucun abécédaire ne nous est parvenu de la période précédant cette invention. Mais on connait des introductions à l'écriture dans des livres, avec des alphabets qui imitent les abécédaires manuscrits.
Les premiers abécédaires imprimés utilisaient l'écriture gothique.  Comme l'écriture latine n'a été introduite en Angleterre qu'en 1467, et a connu son sommet vers 1580, les hornbooks dans cette écriture ne peuvent dater que du XVe siècle ou après, mais pas avant. Les imprimeries continuèrent à utiliser leurs caractères jusqu'aux XVIe et XVIIe siècles, après l'introduction de l'écriture latine, si bien que l'on ne peut pas dater avec certitude la date de fabrication d'un abécédaire à partir de la seule écriture. Les derniers hornbooks et battledores fabriqués au XIXe siècle utilisaient des polices de type Bodoni.

## Abécédaires dans l'art

### Littérature
Dans la littérature anglophone, surtout des XVIIe et XVIIIe siècles, on trouve très couramment de brèves allusions aux abécédaires. Plus d'une douzaine d'auteurs bien connus évoquent les hornbooks ou les criss-cross-rows, parmi lesquels William Shakespeare, John Locke, Thomas Carlyle, Edward Bulwer-Lytton und Charlotte Brontë. En littérature française, l'expression « croix de par Dieu » est utilisée dans une fable de Jean de La Fontaine (Les Devineresses, 1668) et dans une comédie musicale de Molière (Monsieur de Pourceaugnac, 1669).
L'alphabet et le hornbook forment un thème central du poème de Nicolas Breton A Strange A B C du recueil Melancholike Humours… (1600), où il est introduit comme métaphore de l'amour. Dans le livre moraliste de John Bunyan Book for Boys and Girls (1686), les enfants sont incités à apprendre avec zèle leur hornbook. La poésie The Schoolmistress (1736) de William Shenstone ainsi que le Shephard's Calendar (1827) de John Clare décrivent le hornbook dans le contexte de l'école.
À partir du milieu du XIXe siècle, le hornbook tombe dans l'oubli et n'est évoqué que ponctuellement dans la littérature.
Par comparaison, le mot hornbook apparaît rarement dans les titres de livres ; le premier cas semble être celui de Thomas Dekker pour son livre The Guls Horne-Booke (1609). En 1728 Thomas Tickell publie un poème sur le hornbook (Poem in Praise of the Horn-Book). Une satire politique anonyme est publiée en 1774 en Irlande sous le titre The Battle of the Horn-Books. Le hornbook apparaît personnifié dans le poème de Robert Burns Death and Doctor Hornbook (1785), ainsi que dans Sir Horn-book, or Childe Lancelot's Expedition (1814) de Thomas Love Peacock. De nombreux livres qui se présentent comme des textes introductifs à des thèmes variés utilisent le mot hornbook dans son sens métaphorique. Le journal américain de littérature pour enfants et adolescents Horn Book Magazine est publié depuis 1924 par The Horn Book, Inc..

### Musique

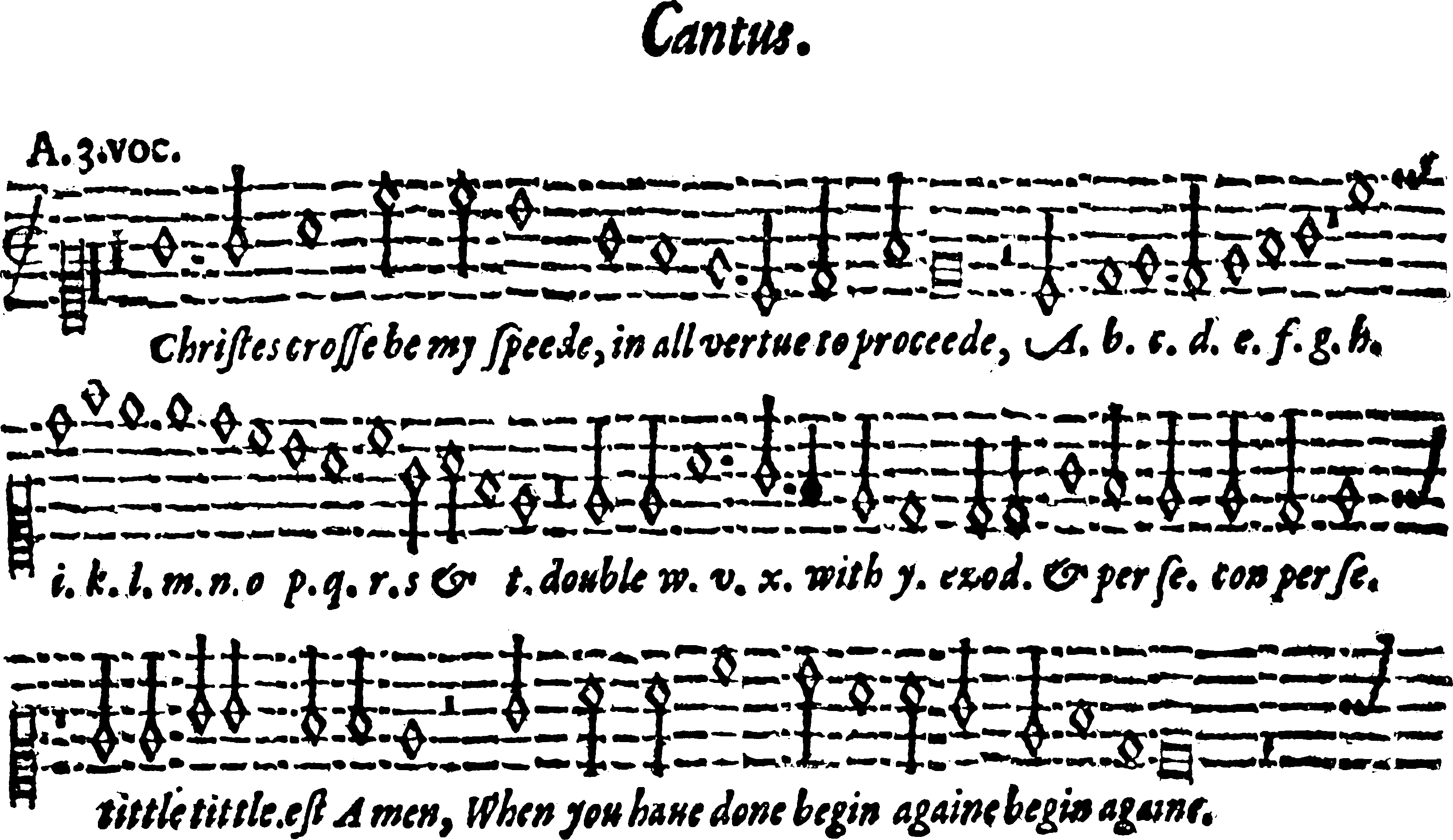

En 1608, Thomas Morley publie, parmi son  recueil A Plaine and easie Introduction to Practical Musicke… un chant sur le hornbook, dont les premières lignes sont données ci-dessous :

### Images
On trouve des abécédaires dans beaucoup d'images laïques et religieuses où apparaissent des enfants, comme les tableaux d'écoles de village de Jan Steen et d'Adriaen van Ostade. D'autres abécédaires sont à remarquer sur des tableaux notamment de Rembrandt, Claes Jansz Visscher, Jean Raoux, Le Corrège, Léonard de Vinci et Bartolommeo Schidone.
Les abécédaires sont aussi utilisés comme figures allégoriques de l'apprentissage ou de la linguistique. Parmi les graveurs qui ont illustré des abécédaires, on compte Jost Ammann, Hendrik Goltzius, Giuseppe Maria Mitelli ainsi que des artistes anonymes.  On trouve des images allégoriques et satiriques dans les œuvres illustrées  de Gregor Reisch (Margarita philosophica, 1503), de Johannes Baptista Cantalycius (Epigrammata, 1493) et Thomas Murner (Logica Memorativa, 1509 ; Narrenbeschwörung, 1512).
De nombreux artistes, comme Albrecht Dürer, Heinrich Aldegraver, Albrecht Altdorfer und Hendrik Goltzius entouraient leur monogramme de cadres de formes diverses, qui étaient très probablement censées représenter des abécédaires.

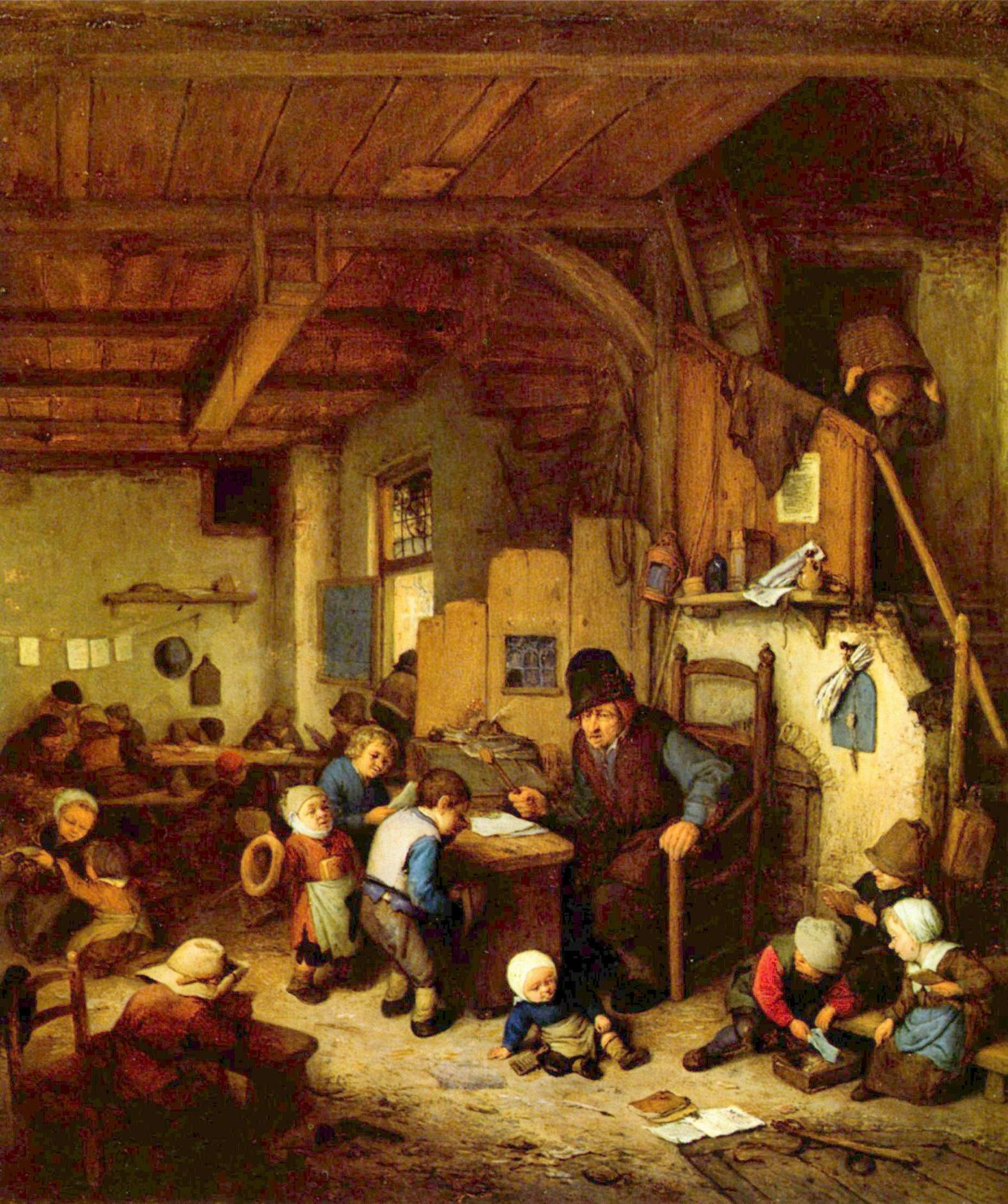
Adriaen van Ostade: Le Maître d'école (1662)
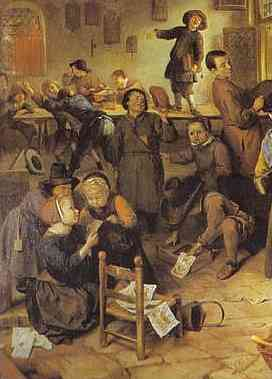
Extrait de  L'École du village de Jan Steen (v. 1670). L'enfant à gauche au second plan porte un abécédaire à la ceinture de sa robe.
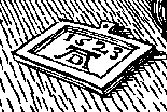
Monogramme de Dürer dans une représentation de la Cène

### Broderie

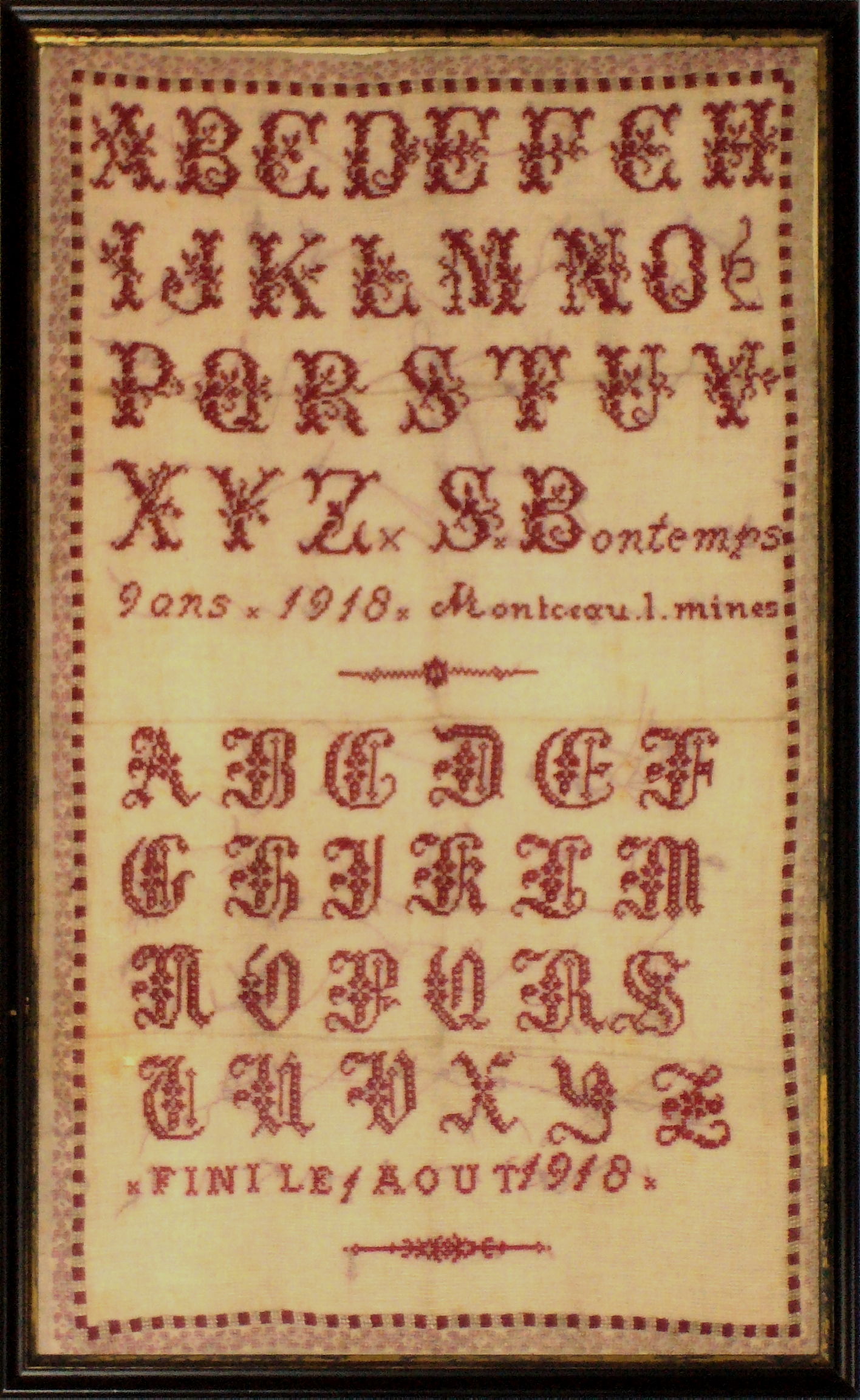
Abécédaire 1918

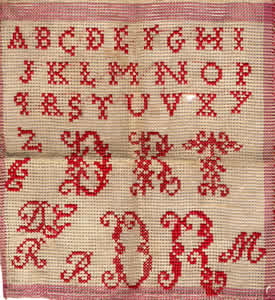
Un abécédaire du XIXe siècle conservé au musée de Châtellerault.

Dans les travaux d'aiguille, l'abécédaire est un des ouvrages classiques de base. Cet abécédaire réalisé au point de croix sur toile, porte souvent sur un thème. Ces thèmes sont nombreux : saisons, animaux, plage, montagne, fleurs… Chaque lettre, ou seulement une partie des lettres, est propice à l'illustration d'un nom : par exemple, pour les fleurs, A pour anémone, C pour crocus, R pour rose… En général cet abécédaire porte aussi la liste des chiffres de 0 à 9, ainsi que le nom et la date de l'exécutante de l'ouvrage sur toile.
Jusqu'aux années 1950, l'abécédaire est un témoin de la dextérité de la jeune femme. Il est réalisé depuis le XVIIe siècle, souvent en fil de coton rouge (symbole de vie) sur toile blanche, ou en couleurs. À l'origine, l'abécédaire servait de référence de motifs de point de croix, à laquelle la femme pourrait par la suite se référer pour ses travaux de broderie. Avec l'arrivée de patrons imprimés, il devint un objet décoratif, souvent formant partie du trousseau et mis en évidence dans la pièce principale de l'habitation. Dans les foyers à petit revenu, il pouvait représenter un élément important du décor.

## Objets de collection
Comme les abécédaires n'avaient pas de valeur comme objets de collection, ils ont été anéantis après leur remplacement par d'autres moyens d'enseignement. De ce fait, parmi les millions d'exemplaires fabriqués, très peu nous sont parvenus, même parmi les plus récents. Les anciens sont très rares.
L'intérêt des collectionneurs pour les abécédaires en bois ne s'éveilla qu'à la fin du XIXe siècle, quand des abécédaires furent souvent montrés en expositions et réunions de sociétés de collectionneurs. Dans la Caxton Celebration Exhibition de Londres en 1877 ou dans une exposition de la Worshipful Company of Horners en 1882, les organisateurs ne purent trouver et exposer que respectivement quatre et huit hornbooks. Au cours de ses recherches pour son livre de référence sur le sujet paru en 1896, Andrew Tuer (en) n'en a trouvé que 150 exemplaires. Et parmi ces derniers, quelques-uns ont été montrés faux.
Aujourd'hui, les abécédaires sont en possession de 
particuliers, de bibliothèques et de musées.

## Typographie
Dans un autre sens du terme, les typographes, les imprimeurs et autres spécialistes de l'édition utilisent des « abécédaires » pour juger du rendu de la police de caractères sur une page entière. Cette page de typographe comprend les lettres, mais aussi les indices typographiques principaux (! ? . , ; % &…) et les chiffres. Elle est souvent complétée d'une phrase écrite dans cette police pour rendre compte de la lisibilité. L'intérêt de cette phrase, pour donner une vue complète, est d'utiliser toutes les lettres de l'alphabet : il s'agit d'un pangramme. En français, l'une des plus répandues est : « Portez ce vieux whisky au juge blond qui fume » ou celui utilisé par Windows : « Voix ambiguë d'un cœur qui au zéphyr préfère les jattes de kiwi » ; cette phrase-témoin est différente selon les langues. 
Les typographes et graphistes essaient d'inventer de nouveaux abécédaires, certains éditeurs décernent chaque année des prix pour les polices les plus remarquables. Les enjeux économiques sont importants (droit d'auteur, image de marque). De nombreuses combinaisons remettent à jour des alphabets classiques, comme le mélange de minuscules et de majuscules, l'utilisation d'une police dans les titres de film ou pour les marques commerciales en publicité.